# Yttervik
Yttervik är en by mellan Skellefteå och Bureå. Fram till 2003 passerade E4 genom Yttervik, men numera går den vägen genom skogen längre västerut, och byn har blivit betydligt lugnare och säkrare. Mellan 2015 och 2020 avgränsades här en småort.
Enligt jordaboken 1543 hette Yttervik tidigare Viken och Spåmans vik. 1543 bodde sju bönder med familjer där, och byn hade utägor i Degerö och Långön där de hade fiske och mulbete.